# Arménio Vieira
Arménio Adroaldo Petxina de pelegrí i Silva; nascut el 29 de gener de 1941 a Praia, Cap Verd, és un periodista capverdià. Va començar la seva activitat durant la dècada de 1960, col·laborant en SELÓ, Boletim de Cabo Verde, Vèrtex (Coïmbra) review, Raízes, Ponto & Vírgula, Fragmentos, Sopinha de Alfabeto i altres.
Va ser guanyador en 2009 del Premi Camõés.

## Obres
- 1981: Poemas - África Editora - Colecção Cântico Geral - Lisboa
- 1990: O Eleito do Sol - Edição Sonacor EP - Grafedito - Praia
- 1998: Poemas (reeditat) - Ilhéu Editora - Mindelo
- 1999 - No Inferno - Centro Cultural Português - Praia e Mindelo.
- 2006 - MITOgrafias - Ilhéu Editora - Mindelo.
- 2009 - O Poema, a Viagem, o Sonho - Editorial Caminho - Lisboa.